# 영혼의 행방
《영혼의 행방》(魂のゆくえ 다마시이노 유쿠에[*])은 쿠루리가 2009년에 발매한 8번째 정규 음반이다. 이전 정규 음반인 《Tanz Walzer》로부터 약 2년 만에 발매됐다. 일본판에는 첫회 한정판에만 보너스 트랙이 들어있다. 한국판에는 한정판 보너스 트랙이 포함된 채 발매될 예정이었지만 누락되어서 판매가 중지됐고 9월 17일에 다시 발매됐다.

## 수록곡
1. LV45
2. 유쾌한 피너츠
3. 태양의 블루스
4. 야간열차
5. 리루레로
6. 괴로운 일뿐
7. 안녕 리글렛
8. 바구니 안의 조니
9. Natsuno
10. 델타
11. 영혼의 행방
12. 베베브
13. 등뼈
14. 초승달 (보너스 트랙)

## 싱글
1. 안녕 리글렛 (2008년 9월 3일)
2. 초승달 (2009년 2월 18일)
3. 유쾌한 피너츠 (2009년 4월 29일)